# Glisberg

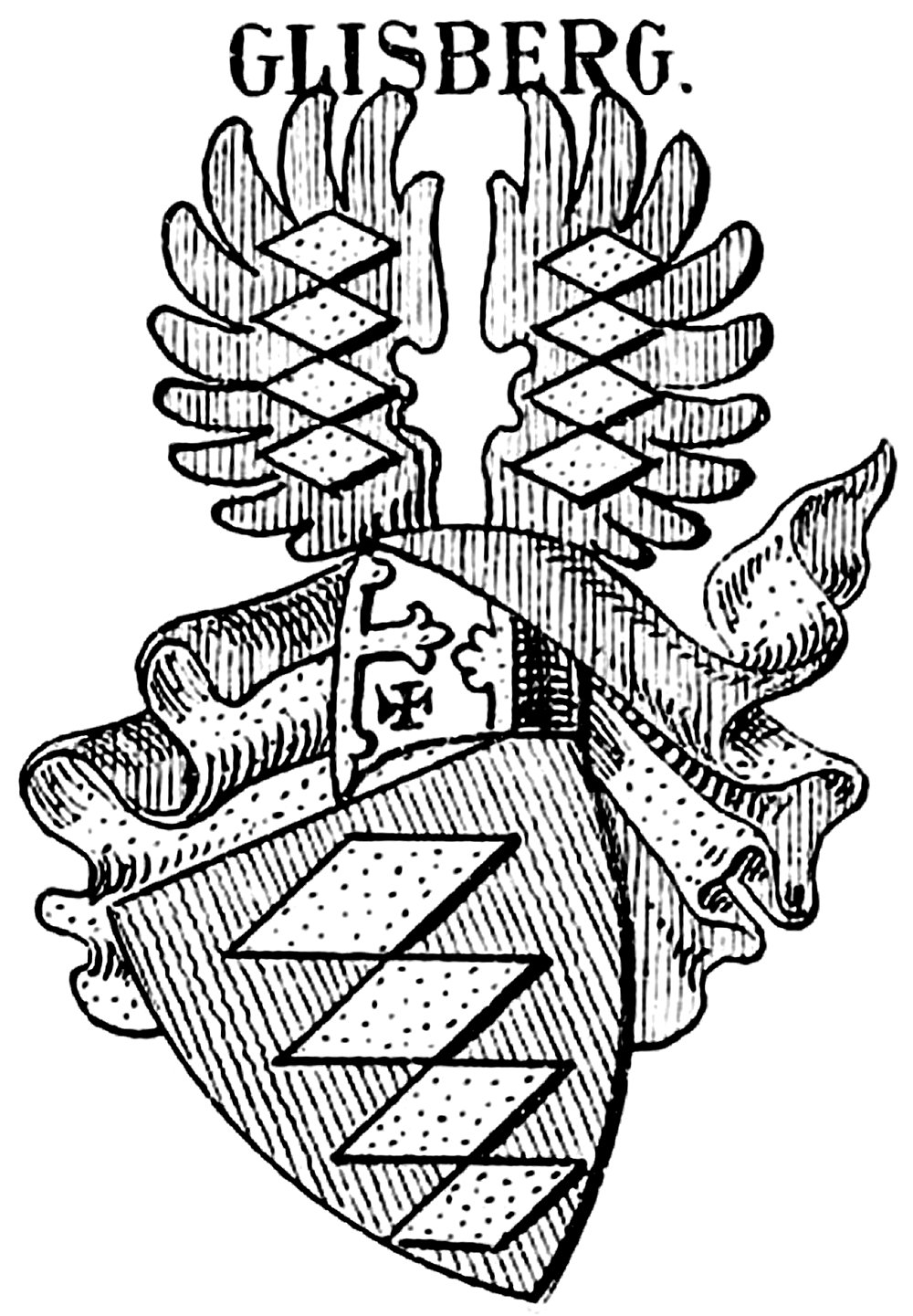
Wappen der Herren von Glisberg (Gleisberg/Gleißberg)

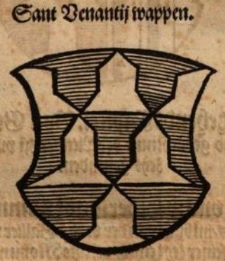
Wappen des S.Venantius v. Camarin, Rom um 250 n. Chr.

Wappen der Herren von Calatin

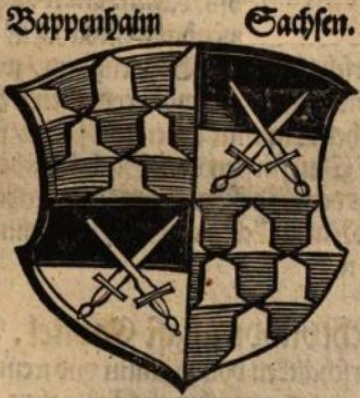
Wappen der Reichserbmarschälle von Pappenheim in Vertretung des Herzogs von Sachsen

Die Herren von Glisberg, auch Gleisberg oder Gleißberg, sind ein uradeliges thüringisches Rittergeschlecht mit Sitz auf oder in der Nähe des Großen Gleißbergs am nordöstlichen Rande von Jena.

## Vorwort
Informationen zum hier beschriebenen Adelsgeschlecht finden sich auch im Artikel zur Kunitzburg und im Artikel Heinrich der Fromme vom Gleißberg. Beide genannten Artikel widerspiegeln die Auffassung ihrer jeweiligen Autoren und tragen ihre eigenen Quellen- bzw. Literaturangaben.

Ursprung und Quelle des hier auf dieser Seite entstandenen Artikels sind die „Hesseschen Collectaneen Nr.2b Nr.27“ im Landesarchiv Thüringen – Staatsarchiv Rudolstadt, wobei es sich um eine Anfang des 19. Jahrhunderts von SCHNEIDER gefertigte Abschrift eines Manuskripts über die Geschichte der Grafen von Gleisberg (Herren von Gleisberg) bei Kunitz (Jena) der Bibliothek zu Dresden handelt. 

Übertragungen aus der o. a. Abschrift werden hier in gleicher Schreibweise (Rechtschreibung und Ausdruck) übernommen.

## Geschichte
Die von Gleisberg stammen von den Erbmarschällen von Calatin ab und sind selbst Vorfahren der Reichserbmarschälle von Pappenheim. Sie sind wappen- und stammverwandt mit den von Allstedt.
Matthäus von Pappenheim führt in seinem Werk, „Von dem uralten Stammen und Herkommen der Herren von Calatin, yetzund zu unnser Zeit die Edlen zu Bappenheim, Biberbach, Wildenstain und Elgaw, des hailigen Römischen Reichs Erbmarschälck“ – Ulhart 31. Dezember 1553, als Ahnherr der von Calatin den römischen Studiosus der Agricultur „Attilius Calatinus“ an.
Aus "Schneider, Historische Sammlungen über die Geschichte der Grafen von Gleisberg (Herren von Gleisberg, bei Kunitz)";

Auf die Herstellung einer chronologischen Reihenfolge wurde zur besseren Vergleichbarkeit mit der Original-Abschrift verzichtet. Auch wird dadurch die schnelle Auffindung der jeweils im Original angegebenen Quellen ermöglicht. 

I.

1133 Vermächtnis der Berthä, geb. Gräfin von Glitzberg, Gemahlin Graf Heinrichs zu Groitsch, Marggrafen zu Lausnitz, zum Gedenken an folgende Personen von Glitzberg:
- Damiani von Glitzberg und dessen Gemahlin Ottilia
- Woltheri von Glitzberg, Domiani Bruders
- Ecberti von Glitzberg, Domiani u. Ottiliae Sohn
- Berthae von Glitzberg, Domiani u. Ottiliae Tochter
- Lutholdi von Glitzberg

II.

1168 Einweihung der S.Jacobs Kirche in Weimar.

SCHNEIDER geht davon aus, dass die St. Jacobs-Kirche in Weimar durch Walther de Gleisberg, 1181 Zeuge in einer Urkunde Kaiser Friedrichs I.,
und einem "de Vargila" erbaut wurde

III.

1294 wird Waltherus einmal als „advocatus in Glisberg“ sowie als „de Glisberg“ unter den Zeugen einer Urkunde des Burggrafen Otto von Kirchberg aufgeführt

IV.

1036 In Z.A. Döderleins Histor. Nachrichten werden die Reichs-Erb-Marschälle von Pappenheim als von den Marschallen von Calatin abstammend aufgeführt.

1025/1031 werden als Stiftungsjahre des Klosters S.Jacob oder "zum Schotten" in Erfurt durch Walthero de Glizberge angegeben. Darinnen ist noch folgendes Monument zu finden:

"Hic jacet WALTHERUS de Glizbergé, Filius Marshalci de Kallentin, Fundator istius Ecclesie et uxor ejus Heddevic, Filia Markionis de Foburg."

Döderlein merkt an, dass Glizberg auch Szlëysberg geschrieben wurde.

1435 Gleisberg, auch Gleisperg geschrieben, ein altes Bergschloss, rechter Hand der Sala, unweit der Stadt Jena, wurde demoliert. Döderlein weist es als „ehemals von den Herren und Grafen von Glizberg den Nonnen gegeben“ aus.

968 Erich von Glizberg oder Glÿßberg – Turnierteilnehmer zu Braunschweig

1030 SCHNEIDER erwähnt Hildebrand, Bischoffen zu Zeiz, als zu dem Geschlecht der Glizberg oder Glÿßberg zugehörig

1036 Das Glÿßbergische Geschlecht ist mit Walther (Stifter des Klosters S.Jacob oder zum Schotten in Erfurt) erloschen. -Vgl. dazu Friedrich Lucae, Des Heiligen Römischen Reichs Uhr-alter Graffen-Saal-

SCHNEIDER: „Nun ist dieser Walther von Glÿßberg vermöge unseres Epitaphii kein anderer, als des Marschallen von Callentin, oder wie insgemein gesagt wird, von Calatin’s Sohn. Da aber dessen Güter durch Heirat an Erberten, Grafen zu Osterroda, nachgehends aber auf gleiche Weise an die Herren und Grafen von Reussen gelanget, welche sich bald Voigte bald Grafen von Gleißberg gennenet, bis endlich diese Grafschaft an die Landgrafen von Thüringen gelanget: so ist unschwer daraus zu schließen, daß unser Marschall Walther gleichwohl eine Tochter hinterlassen, durch welche die Herr- und Grafschaft Glÿßberg an die Grafen von Osterrode gelanget.“

V.

Der Name Gleisberg stammt vom Bach Gleize, Gliza oder Gleise, der am Berg entlang in die Saale fließt.

VI.

1327, 1.November, gegeben zu Pisa

Kaiser Ludwig belehnt Heinrich, Voigt zu Plauen, genannt Reuß, mit der Grafschaft Gleisberg.

VII.

Fehlt wohl wegen versehentlich falscher Zählung.

VIII.

M. Adrian Beier, in seiner Geographo Jenensi p.m. 194-205 führt von dem Geschlechte von Gleißberg folgendes an:

IX.

Heinrich Lucä im uralten Graphensaal führt folgendes p. 972 an:

Das Wapen der Gr. von Gleisberg beschreibt Lucae 1.c. zu 974 eben so, wie Beier in geogr. Jen.

X.

Walther zu Glitzberge hat Heusdorf (wohl dem Kloster) zugeeignet den Decima V. Huffen zu Sulzbach, die er von den Thumherren von Erfffurt abgelasset.

Heinrich Advocat von Glizberg eberlaßt alle recht dem Kloster so er gehabt im allodio (Eigengut) gelegen zu Sulzbach.

XI.

1113 Henricus Marhcalcus de Callendin als Zeuge einer Urkunde Kaiser Heinrichs VI.

XII.

Kurze Beschreibung vom Anfange des Klosters Bürgel und der Geschichte des Geschlechts von Glitzberg.

XIII.

1190/1191 Übergabe einiger Güter zu Waldeck, in Albersdorf und Bobeck an das Kloster zu Eisenberg.

XIV.

Waltheri et Cunradi de Glizberg: Schenkung einer Hufe in Butwar(?) an das Nonnenkloster zu Bürgel.

XV.

1133 Lutholdus de Glizberg als Zeuge in einem Bestätigungsbrief über das Kloster Bürgel des Bischofs Udo I. von Naumburg.

XVI.

1262, 15.September, Johannes de Alstete, Heinricus et Albertus de Gleisberg vermachen dem Kloster Kapellendorf zwei Höfe in Franckendorff 

XVII. ff.

## Die Herrschaft Glisberg (Gleisberg)
Zur Herrschaft Gleisberg gehören:
- Das zerstörte Schloß Gleisberg
- Der Hayn von 199 Akkern und 60 Ruthen
- Die Pfarr zu Beutnitz mit dem Filial Golmsdorff und Naura
- Die Pfarr Löberschitz mit dem Filial Greutschen, welches nach Dornburg gehört
- Die Adel-Sitze zu Golmsdorff und Löberschitz an der Gleissa
- Die Dörffer als Löberschitz, Beutnitz, Naura, Golmsdorf, Lasen mit der Wüstung Lötschen
- Der Saalstrom von Anfang der Erb-Fischwasser über der Cunitzer Wehr biß zu der alten Borstendorffer Wehr
- Der Fisch- und Mahlbach Gleiß
- Groß-Cunitz mit dem wüsten Klein-Cunitz, gelegen unter der Hunnen- oder Hundskuppe des Jenzig bei dem Sprungbörnlein über den Wenigen-Jenischen Wiesen

## Wappen
Friedrich Lucae, Des Heiligen Römischen Reichs Uhr-alter Graffen-Saal:

"Das Wappen dieser uralten Graffen zu Gleisberg an der Saal / presentierte vier über einander geschrenckte Gold-gelbe Spuhl-Räder / in einem rothen Felde oder Schilde."

(Vermutlich meint Lucae mit Spuhl-Rädern die Spindeln, welche in der Heraldik häufiger als Rauten oder Wecken benannt sind.)

Adrian Beier, Geographus Jenensis:

"...Reichs-Graff-und Herrschafft, die in ihrem Wappen geführet vier übereinander geschränkte goldgelbige Gárnwindel oder Spuhlräder in einem rothen Felde oder Schilde."

Das Wappen der Grafschaft Gleisbergk ist als restauriertes farbiges Ornament im Schloss Friedenstein in Gotha, am Westflügel der Hofarkaden zu sehen.

Wappen des S.Venantius v. Camarin: "Es steht zu Rom bey Sant Peter ein uralt Monument...das auch gwißlich ein anzeigen ist, das die Herren von Calatin von oben genannten Römischen Burgermaistern her kommen."

Wappen der Reichserbmarschälle von Pappenheim: Unter Kaiser Otto III. (HRR) wurden im Jahr 1001 sieben Deutsche Kurfürsten mit jeweils eigenem Amt – der Erzbischof von Mainz wurde Erzkanzler in den Deutschen Landen, der Erzbischof von Köln wurde Erzkanzler in den Welschlanden und der Erzbischof von Trier wurde Erzkanzler in Gallien, der Herzog bzw. König von Böhmen wurde Erzschenk, der Pfalzgraf bei Rhein Erztruchsess, der Herzog von Sachsen Erzmarschall und der Markgraf von Brandenburg als Erzkämmerer – eingesetzt, um gemeinsam jederzeit einen Kaiser, der auch ein Römischer Kaiser (latein. Caesar und Augustus) sein kann, wählen zu können. Ein jeder dieser Kurfürsten hatte einen Erbmann, der ihn bei Abwesenheit vertrat. Als Erbmänner des Herzogs von Sachsen wurden von diesem die Herren von Calatin erwählt und ihnen die zwei Schwerter zur Führung in ihrem Wappen verliehen.

## Personen
968 Erich, Herr zu Gleisberg, auf dem Thurnier Riddachs des Reichen, Marggraff zu Meißen, in der Stadt Merseburg an der Saal

996 Gotthard, Herr zu Gleisberg, Turniersieger auf dem Turnier Rudolfs, Marggraf zu Sachsen und Herr zu Braunschweig, in Braunschweig

1025/1031 Walthero de Glizberge, Stifter des Klosters S.Jacob „zum Schotten“ in Erfurt

1030 Hildebrand, Bischoff zu Zeitz, Bruder des Walthero

1065–1075 Herman, Graff zu Gleisberg, Feld-Oberster des Kaisers Heinrich IV. wider die Sachsen und Thüringer

1133 "Bertha, Graf Damians v. Glisberg Tochter, die Gemahlin von Graf Heinrich v. Groitzsch, dem Sohne des berühmten Graf Wipprecht d. ält. von Groitzsch; und welche aus ihrem Erbe, mit Einwilligung Ludolds v. Glisberg, die von ihrem Onkel und Bruder, Walther und Eckbert von Glisberg, ihr zugefallenen Güter, mit Einstimmung ihres Gemahls, ingleichen des Naumburger Bischofs Udo und des Meißnischen Marggrafen Konrad, im Jahr 1133 zur Stiftung der Abtey Bürgel verwendete. So wie diese Stiftung Kaiser Lothar, und nach diesem wieder im Jahr 1138 Kaiser Konrad III. bestätigten. -- Welche Bertha v. Glisberg also nicht zu verwechseln ist mit ihrer Schwägerin Bertha, der Tochter von Graf Wipprecht d. ält. von Groitzsch, als welche letztere die Marien-Kirche zu Zwickau fundierte; gleichwie sie auch eine Mitstifterin des Klosters Bosau war, und mit unter die Erbauer und Stifter der Naumburger Dom-Kirche gehöret." Quelle: Limmer, Karl August: Entwurf einer urkundlichen Geschichte des gesammten Voigtlandes. 3 / Limmer gibt als Quelle der Stiftung des Klosters Bürgel zwei Urkunden an, die bei Menken. Th. III, S. 1116 u. 1121 zu finden sind
1168 Walther de Gleisberg, zusammen mit einem „de Vargila“ der Erbauer der S.Jacobs Kirche in Weimar

1268 Heinrich, Voigt von Glitzberg, Söhne: Ludolf und Herman; Vetter: Alberto

## Versuch einer Stammfolge
Dieser Versuch soll lediglich hier aufgeführte Personen, einzuordnen helfen.
|                          |                                    | 968 Erich, Herr zu Gleisberg    |                                       |                      |
|                          |                                    | 996 Gotthard, Herr zu Gleisberg |                                       |                      |
| Marshalc de Kallentin oo | Heddevic de Foburg                 |                                 |                                       |                      |
|                          | 1025 Walthero de Glizberge oo      | ?                               | 1025 Damiani de Glizberge oo          | Ottilia              |
|                          | Tochter Walthers de Glizberg oo    | Erbert, Graf zu Osterroda       |                                       |                      |
|                          | 1030 Hildebrand, Bischoff zu Zeitz |                                 |                                       |                      |
|                          |                                    |                                 | 1113 Henricus Marhcalcus de Callendin |                      |
|                          |                                    |                                 | Ecberti von Glitzberg                 |                      |
|                          |                                    |                                 | 1133 Berthae von Glitzberg oo         | Heinrich zu Groitsch |
|                          |                                    |                                 | 1133 Lutoldus de Glizberg             |                      |
|                          |                                    |                                 |                                       |                      |

## Angegebene Orte
Allstedt

Jena

Kunitz (Jena)

Kloster Bürgel

Osterroda – Es handelt sich hierbei nicht um Osterode, sondern tatsächlich um Osterroda und lag zentral im Fürstentum Grubenhagen.

Calatin, Callendin, Kallentin – Laut, wurde Calatin durch den gleichnamigen Bürgermeister Roms während der Regentschaft Kaiser Tiberius’ erbaut. Bereits Plinius der Jüngere, ca. 62 bis 114 n. Chr., hat im vierten und im sechsten Buch seiner Plinius-Briefe das Schloß Calatin erwähnt. Heutzutage scheint es schier unmöglich, das wahre Schloß Calatin mit seiner Burganlage zu identifizieren. So weist Matthäus von Pappenheim darauf hin, dass unweit neben dem Schloss Calatin das Schloß Attilia sich befand, welches „ward auch genendt Altenburg unnd Antiquum fortalicium“. Weiter schreibt Matthäus von Pappenheim im Jahre 1553, „Vor jaren seind noch Edelleit, genandt die Haspel alda gesessen, doch ists nit fast mächtig gewesen. Von welchen meldung geschicht inn der Guldin bullen Kaiser Hainrichs.“ Ohne Vergleichsmöglichkeit der Ausdehnung der heute als Alte Burg (Neuburg an der Donau) bezeichneten Burganlage etwa zwei Kilometer westlich des oberbayerischen Ortes Neuburg an der Donau im Landkreis Neuburg-Schrobenhausen bezeichneten Komplexes, dürfte es schwer sein, diesen Standort als Schloss Calatin oder Schloss Attilia zu identifizieren. Matthäus von Pappenheim beschreibt den ursprünglich durch „Römische Herren von Adel“ besiedelten Standort beider Schlösser als unweit unterhalb der Mündung des Lechs in die Donau und zwar im Flecken Lechsgmund/Calatin/Altenburg und Nassenfelß. Weiterhin beschreibt er in seinem neunundzwanzigsten Capitel die „Newburg ob Ingolstat, nit weit unter Calatin dem Schloß an der Thonaw, hat vor zeiten zum Schloß Calatin gehört. Es habe auch die Herrn von Calatin-Newburg und sonderlich das Ius patronatus, das ist das PfarrLehen recht und die MessLehen daselbst lang innen gehabt, auch ander mer gerechtigkait, wie man in alten Registern zu Bappenhaim noch findet unnd sonderlich von den MessLehen, wie an alter Lateinischer Brieff ausweiset und bezeügt, des anfang also lautet: In nomine sanctae & c. Zu Teutsch also – Im namen der hailigen unzerthailten dryfältigkait. Ich Hainrich von Gottes vergunst etc. und unden im brieff: Verleich zum rechten Lehen unnser ampt, so zuuo: Sybotho von Jageshouen gehabt, nämlich alle MessLehen und alle andere mehr gütter die zu demselben MessLehen umb Newburg an der Thonaw gehörn etc. Datum 1191. So finden wir auch das Ernst von Calatin und Eulalia von Neyffen sein haußfraw in der alten Pfarr zu Newburg vor der Statt heraussen begraben ligen, Anno domini 1171. Darnach ist daselbst ein Schloß gebawet worden, ward genendt das NewSchloß ob dem alten Schloß, da one zweyfel genandter Ernst von Calatin gewonet hatt. Newburg aber ist yetz zu unser zeyt ain Erblehen von dem Reich auff Sün und Töchter. Es besitzens zu unser zeyt Hertzog Ruprechts des Pfalzgraven Sün und Erben mit andern Schlössern und flecken darzu gehörig etc.“